# René Duranton
René Duranton est un réalisateur français indépendant  né le 9 juillet 1943 à Moulins.

## Biographie
Fondateur en 1988 de la Société bourbonnaise de production, basée à Moulins, René Duranton a produit et réalisé plusieurs documentaires consacrés au monde paysan.
Son unique long métrage de fiction, Les Sabots à bascule, une comédie interprétée par Charlotte Julian et Michel Melki, est sorti en 1990

## Filmographie

### Courts métrages
- 1975 : Le Magot de Sansas City
- 1983 : La Galaxie du paradis
- 1995 : Les Métiers d'autrefois
- 2002 : Talents d'Allier

### Longs métrages
- 1990 : Les Sabots à bascule
- 2003 : Femme paysanne
- 2010 : Les Sillons de la liberté
- 2018 : Toi l'Auvergnat... Dernier paysan ![3],[4]